# Boston Tea Party
El Boston Tea Party ('motí del te' en anglès) fou un acte de protesta dels colons americans contra Gran Bretanya i és considerat un precedent de la Guerra d'Independència dels Estats Units. Va ocórrer el dijous 16 de desembre de 1773 a Boston, quan es llançà al mar tot un carregament de te.
La rebel·lió dels colons al port de Boston (Massachusetts) nasqué a conseqüència de l'aprovació per Gran Bretanya el 1773 de la llei del te, que gravava la importació a la metròpoli de diferents productes, incloent-hi el te, per beneficiar la Companyia Britànica de les Índies Orientals, que els colons boicotejaven comprant el te dels Països Baixos.

## Antecedents
La llei del timbre del 1765 i les Lleis de Townshend del 1767 feren que els colons es disgustessin sobre les decisions britàniques sobre imposar tributs a les colònies sense prèvia consulta al Parlament de Westminster. Un dels manifestants era John Hancock. El 1768, l'embarcació Liberty de Hancock fou retinguda per funcionaris de duanes i se li imputaren càrrecs de contraban. El defensà John Adams i els càrrecs foren finalment retirats. Tanmateix, Hancock hagué d'enfrontar-se després a moltes altres acusacions.
Hancock organitzà un boicot al te provinent de la Xina i venut per la Companyia Britànica de les Índies Orientals, les vendes a les colònies de la qual caigueren de 145.000 kg a 240 kg. Ja el 1773 la companyia tenia grans deutes, grans estocs de te als dipòsits i cap perspectiva de vendes, car contrabandistes com Hancock importaven te sense pagar aranzels. El govern britànic aprovà la Llei del Te, que permeté a la Companyia de les Índies Orientals vendre te a les colònies directament, sense pagar cap aranzel o impost de duanes a Gran Bretanya, a canvi de pagar l'aranzel colonial, que era molt menor. Aquesta suspensió d'impostos permeté a la Companyia vendre a preus inferiors als oferts pels colons mercants i els contrabandistes.
Els colons, en especial els contrabandistes adinerats, s'ofengueren pel tracte de favor a una gran companyia que havia actuat com a lobby i havia exercit gran influència al Parlament. Com a resultat, es produïren protestes a Filadèlfia i Nova York, però foren les manifestacions que tingueren lloc a Boston les que marcaren la història. Encara recuperant-se de l'incident de les «cartes de Hutchinson», els pobladors de Boston sospitaven que el nou impost sobre el te era simplement un altre intent del parlament britànic d'abatre l'autonomia colonial. Samuel Adams, pròspers contrabandistes i altres que havien tret profit del contraban del te, exigiren a representants i agents de la Companyia Britànica de les Índies Orientals que abandonessin els seus llocs. Els agents que dubtaven eren atemorits amb atacs als seus dipòsits i fins i tot les seves cases.
El primer de molts vaixells carregats de te de la Companyia Britànica de les Índies Orientals era l'HMS Dartmouth, que arribà a finals de novembre del 1773. En aquell moment, es trobaren en un carreró sense sortida entre les autoritats portuàries i els Fills de la Llibertat. Samuel Adams avivà la creixent multitud exigint una sèrie d'assemblees de protesta. Milers assistiren a aquestes assemblees provinents de la ciutat i de les àrees perifèriques, cada reunió més gran que l'anterior. Les multituds clamaven desacatar no només el Parlament Britànic, la Companyia de les Índies Orientals i l'HMS Dartmouth, sinó també el governador Thomas Hutchinson, que lluitava perquè el te fos descarregat. La nit del 16 de desembre, l'assemblea de protesta a l'Old South Meeting House de Boston fou la més gran vista fins aleshores. S'estima que hi assistiren al voltant de 8.000 persones.

## Fets
La nit del mateix dia, es posà en marxa el moviment. Abans que es descarregués el te, els Fills de la Llibertat (segons les fonts, entre 60 i 150 persones) es disfressaren d'indis mohawk, deixaren la gran assemblea de protesta i es dirigiren al moll de Griffin, on estaven el Dartmouth i els vaixells acabats d'arribar Beaver i Eleanour. De manera ràpida i eficaç, armats amb destrals i ganivets, esporuguiren els mariners i pujaren caixes de te de la bodega a la coberta (prova raonable que alguns dels «indis» eren, en realitat, estibadors). Obriren les caixes i llançaren el te per la borda. El treball, que durà fins ben entrada la nit, durà menys de tres hores, fou minuciós i eficaç. En clarejar el dia, 45 tones de te, amb un valor estimat de 10.000 £, havien estat vessades a les aigües del port de Boston. No es danyà o robà res més, tret d'un cadenat trencat accidentalment i substituït anònimament poc després. El te flotà a les ribes del voltant de Boston durant setmanes.

## Reacció
Aquest acte atragué crítiques de funcionaris tant de la colònia com britànics. Per exemple, Benjamin Franklin declarà que el cost del te havia de ser reemborsat i oferí pagar-lo amb els seus propis diners. Des de la metròpoli es dugueren a terme mesures repressives contra les colònies: El govern anglès tancà el port de Boston el 1774 com a represàlia i declarà l'estat d'excepció, instaurant altres lleis conegudes com les Lleis Intolerables, també anomenades "Lleis Coercitives" o "Lleis Punitives". Tanmateix, un nombre de colons fou inspirat per dur a terme actes similars, com la crema del vaixell Peggy Stewart. El Boston Tea Party, amb el temps, demostrà ser una de les diverses causes que dugueren a la Guerra d'Independència dels Estats Units. Almenys, aquest motí i la reacció que el seguí serviren per consolidar el suport als revolucionaris de les Tretze Colònies, que, finalment, tingueren èxit a la guerra de la independència.
Quant al consum del te, molts colons, a Boston i altres llocs del país, juraren no prendre aquesta beguda com a senyal de protesta, preferint altres infusions a base d'herbes i el cafè. Tanmateix, aquest moviment social de protesta contra el consum de te no fou durador.

## Influència internacional
El Boston Tea Party és conegut mundialment i fou una inspiració per altres rebel·lions. Per exemple, Erik Erikson digué al seu llibre Gandhi's Truths (Les veritats de Gandhi) que quan Mahatma Gandhi es reuní amb el virrei britànic el 1930, després de la Marxa de la sal, prengué una mica de sal, exempta d'aranzels, de la seva manta i digué, amb un somriure, que la sal devia fer recordar el famós Boston Tea Party.